# Édouard-Émile Léonard
Pour l’article homonyme, voir Léonard.
Joseph-Édouard-Émile Léonard (11 décembre 1872-15 septembre 1933 à l'âge de 60 ans) est un avocat et homme politique fédéral du Québec.

## Biographie
Né à Sainte-Rose dans la région de Laval, il étudie au Collège de Sainte-Thérèse, à Joliette et au Collège Sainte-Marie de Montréal. Devenu avocat, il est à la tête de la firme d'avocats de Montréal, Léonard & Patenaude. 
Élu député du Parti conservateur dans la circonscription fédérale de Laval lors de l'élection partielle de 1902 déclenchée après la démission du député Thomas Fortin, il avait précédemment tenté sa chance en 1900. Réélu en 1904, il fut défait en 1908 et en 1911 par le libéral Charles-Avila Wilson.